# U Rozmoklé žáby
Přírodní památka U Rozmoklé žáby se nachází u silnice mezi Mařenicemi a Heřmanicemi v Podještědí na hranicích okresu Liberec a Česká Lípa v Lužických horách poblíž ranče Malevil. Byla vyhlášena 1. června 2011 na území o rozloze 1,53 ha, přičemž až na nepatrnou část se tato lokalita nachází na katastru obce Mařenice v okrese Česká Lípa.  Chráněné území je v péči Agentury ochrany přírody a krajiny ČR - regionálního pracoviště Liberecko.

## Předmět ochrany
Přírodní památka leží na území Chráněné krajinné oblasti Lužické hory. Jedná se o pramennou úžlabinu, vyplněnou až tři metry mocnou vrstvou rašeliny. Předmětem ochrany jsou přechodová rašeliniště a rašelinné lesy, v nichž se vyskytují chráněné druhy hub a rostlin. 

### Flóra
Na ploše zhruba 1,5 hektarů zde roste vzácná rosnatka okrouhlolistá (Drosera rotundifolia) nebo vachta trojlistá (Menyanthes trifoliata). Skladba rostlin, které se zde vyskytují, je velmi pestrá. Rostou zde například sítiny ostrokvětá (Juncus acutiflorus) a cibulkatá (Juncus bulbosus), suchopýr úzkolistý (Eriophorum angustifolium), suchopýr pochvatý (Eriophorum vaginatum), přeslička říční (Equisetum fluviatile) a vzácně také prstnatec májový (Dactylorhiza majalis). Vykytuje se zde také kokořík přeslenitý (Polygonatum verticillatum), konvalinka vonná (Convallaria majalis), kozlík dvoudomý (Valeriana dioica), prvosenka vyšší (Primula elatior), pryskyřník zlatožlutý (Ranunculus auricomus agg.), pryšec sladký (Euphorbia dulcis), rozrazil štítkovitý (Veronica scutellata), vrbovka bahenní (Epilobium palustre) a žebrovice různolistá (Blechnum spicant).

### Fauna
Příznivé podmínky k životu tu mají rovněž chráněné druhy obojživelníků, plazů nebo vzácných vážek, a to včetně silně ohrožené vážky jasnoskvrnné (Leucorrhinia pectoralis), která se vyskytuje v severní části chráněného území. Dalšími chráněnými živočichy, kteří zde žijí, jsou čolek horský (Ichthyosaura alpestris), čolek obecný (Lissotriton vulgaris), blatnice skvrnitá (Pelobates fuscus), ropucha obecná (Bufo bufo), užovka obojková (Natrix natrix), zmije obecná (Vipera berus), ještěrka živorodá (Zootoca vivipara), slepýš křehký (Anguis fragilis) a skokan hnědý (Rana temporaria).

### Houby
Na území přírodní památky byla nalezena kriticky ohrožená bolinka černohnědá (Camarops tubulina) a holubinka olšinná (Russula pumila), řazená mezi ohrožené druhy. Některé vzácné druhy hub, zapsané v Červeném seznamu, jako je kyjanka zakouřená a voskovečka Schulzerova, byly před jejich objevením na zdejších vlhkých loukách již považovány za vyhynulé. Celkem se zde vyskytuje dvanáct druhů hub voskovek, z nichž některé patří mezi ohrožené či velmi ohrožené druhy.

## Dostupnost
Chráněné území se skládá ze dvou částí, oddělených místní silnicí, která spojuje Mařenice a Heřmanice v Podještědí a po níž je vedena cyklotrasa č. 21 „Cesta k sousedům, Hřebenovka“. K přírodní památce nevede žádná turistická značená trasa a poblíž se nenachází ani žádná železniční trať. Nejbližší autobusové zastávky jsou v Mařenicích a v Heřmanicích, každá z nich je vzdálená od chráněného území přibližně dva kilometry.

## Galerie

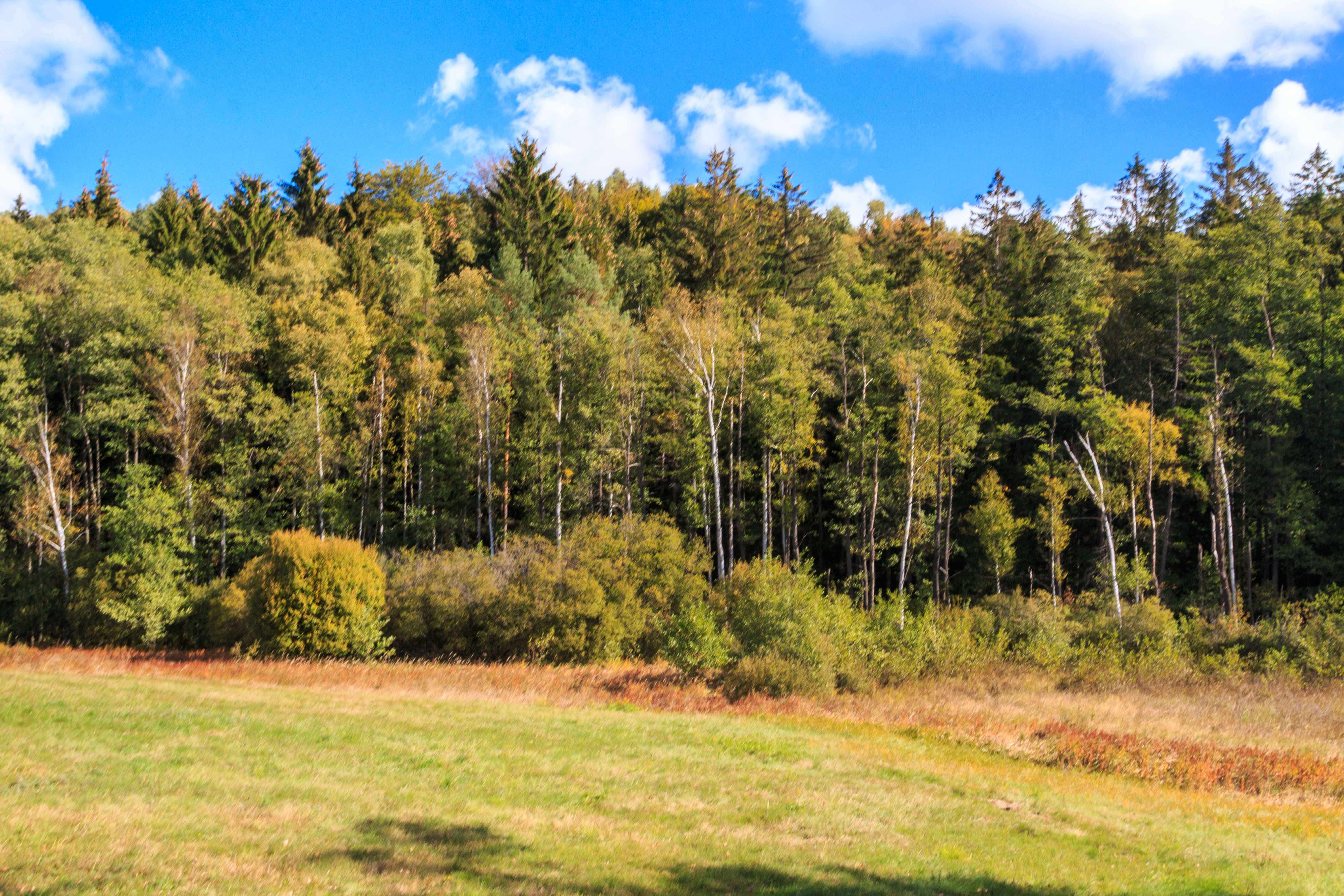
celkový pohled na severní část PP v září
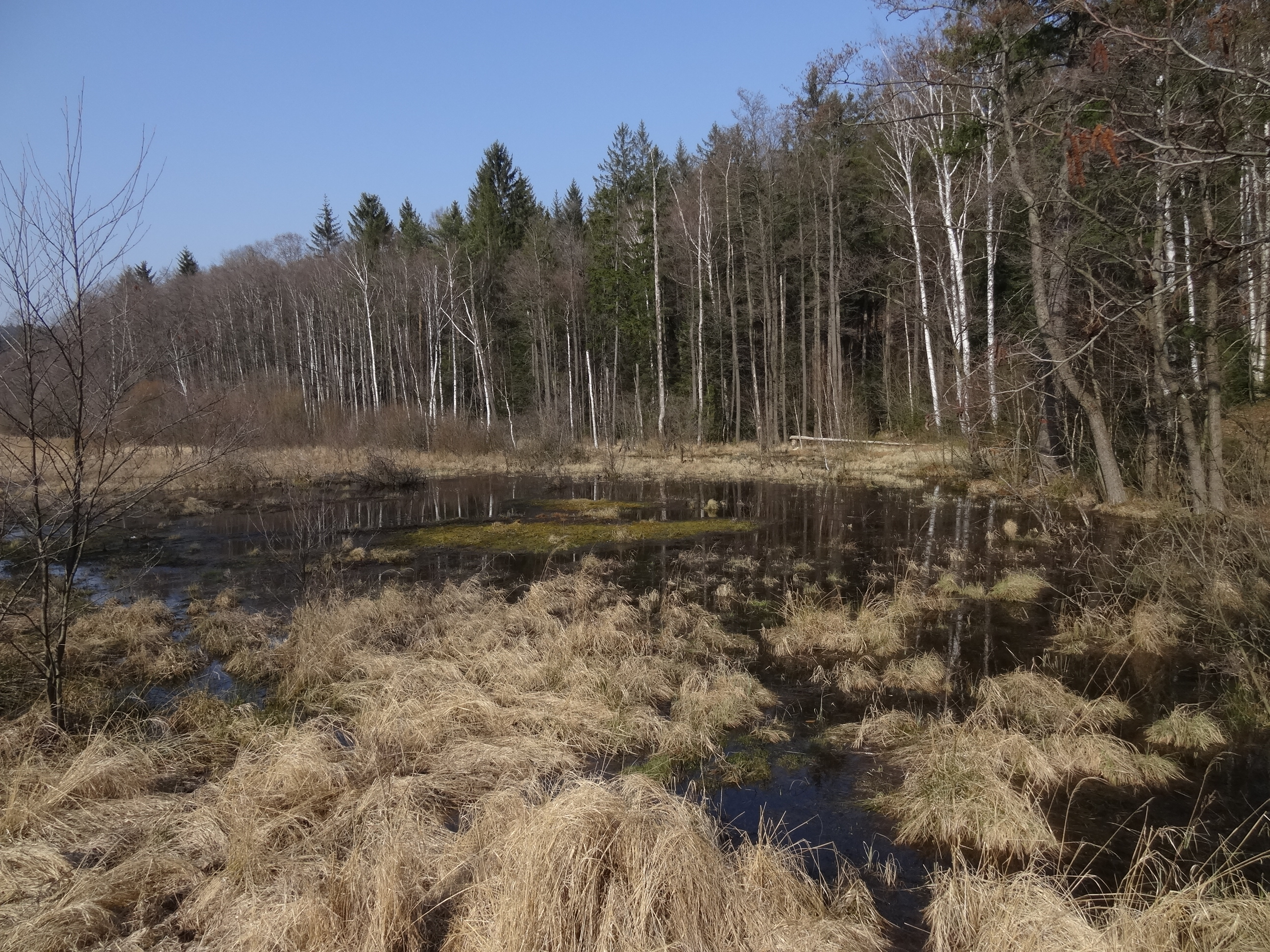
mokřad v severní části PP v březnu
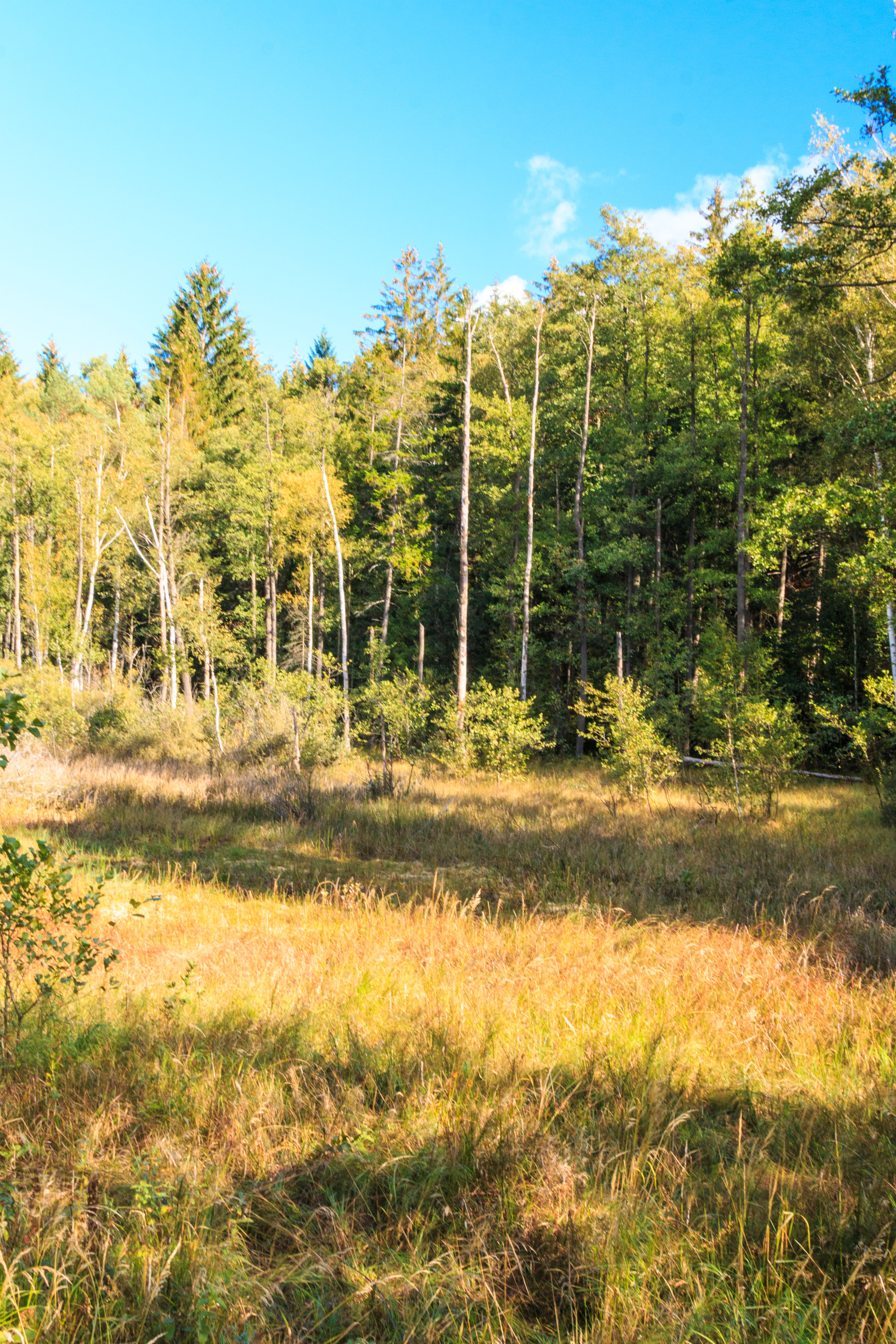
mokřad v září
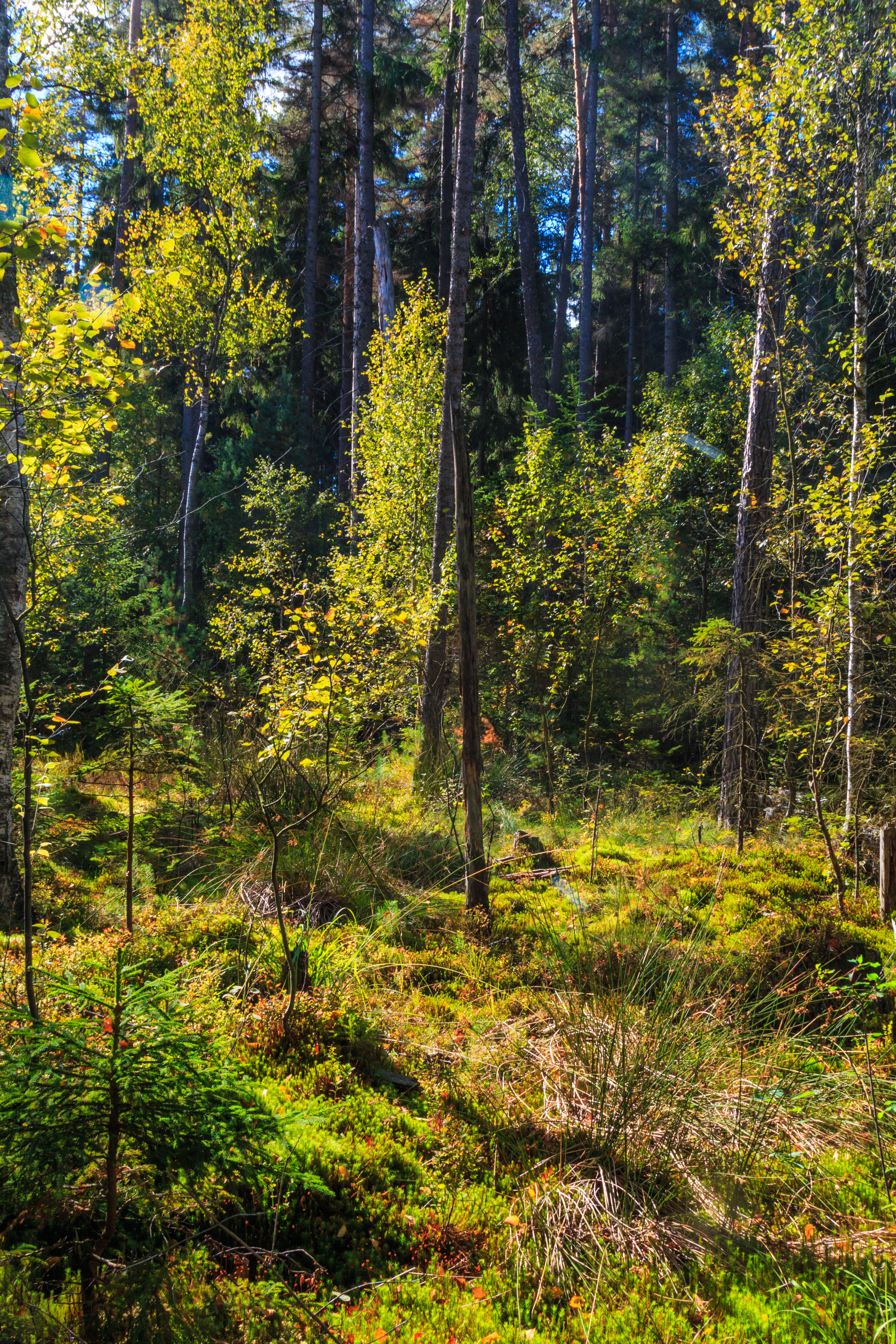
porosty mechu v lese
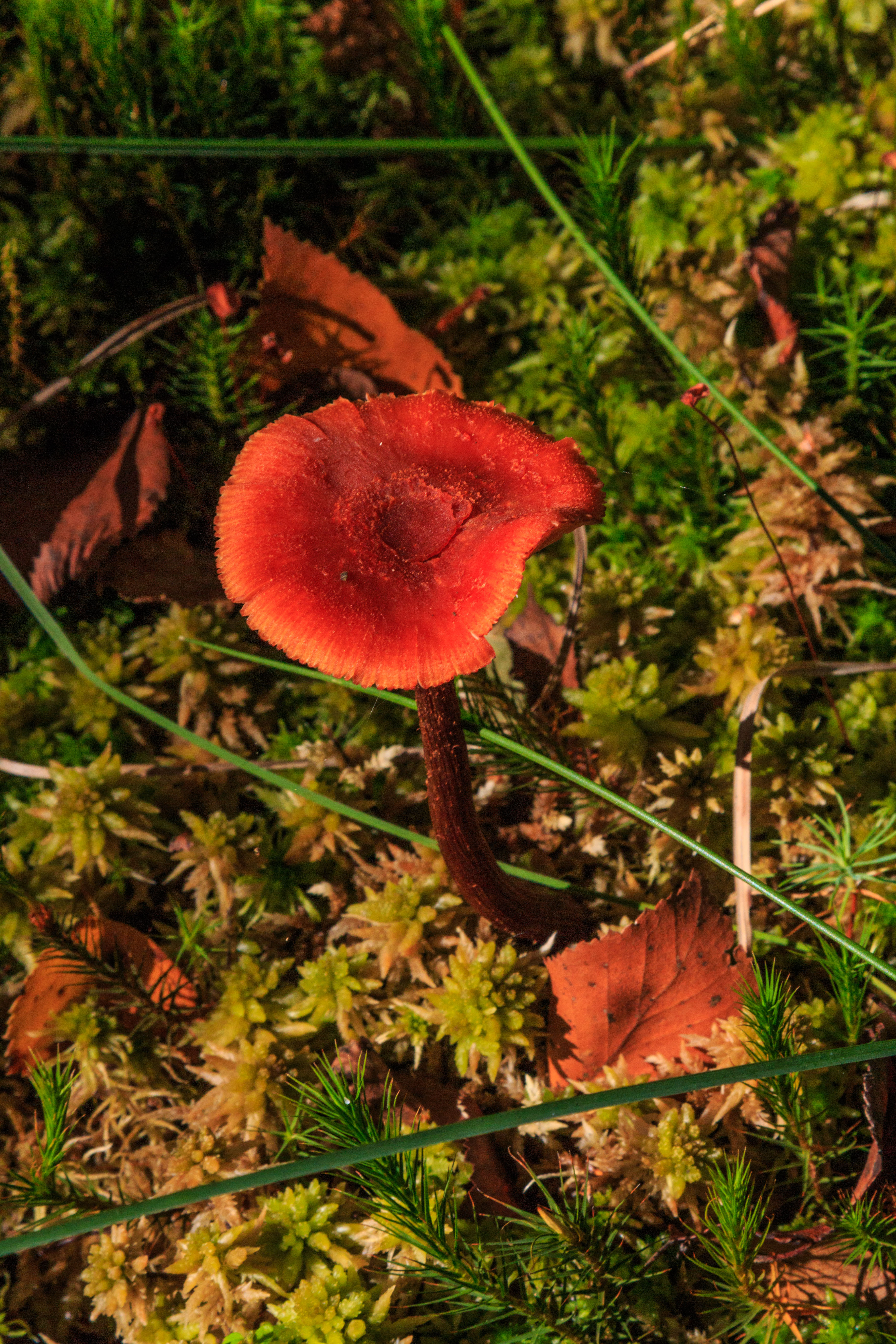
příklad mykoflóry z území PP
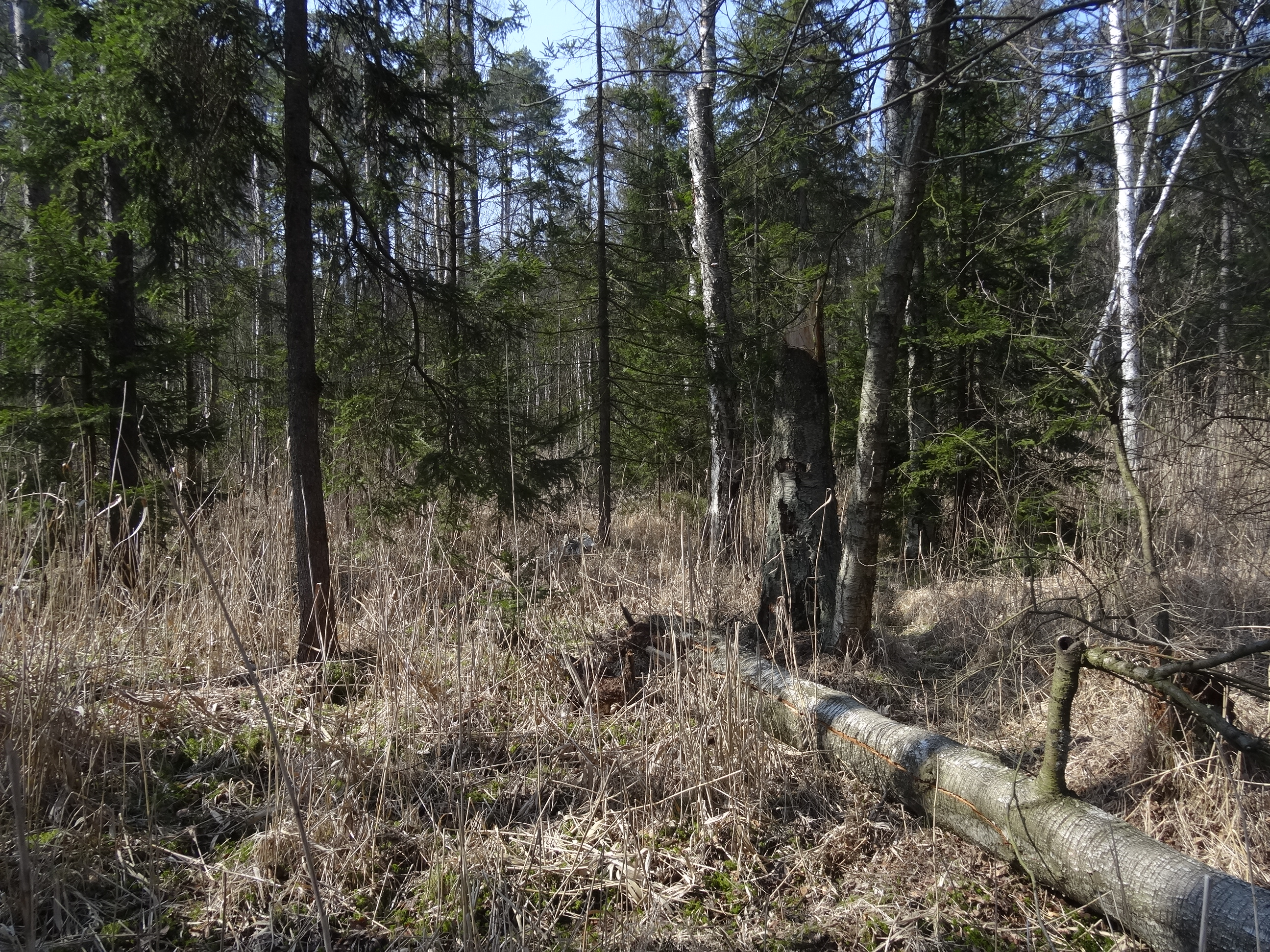
podmáčený les v jižní části PP